# Brostrup
Brostrup var en tysk uradlig adelsätt, invandrad till danska Skåne som Bomenstorpe och var under 1400-talet ägare till bland andra godset Tomarp. Ätten som hade vapenlikhet med tyska ätterna von Bertekow i Mecklenburg, och van dem Borne i Pommern, utdog under medeltiden i Danmark.
Vapen: en vit balk, belagd med tre röda fembladiga rosor, på blått fält. 

## Medlemmar ur släkten
1. Henning Brostrup til Tommerup og Karen Teusdatter Rosengaard.[3]
  1. Jens Brostrup (död 3 juni 1497) var danskt riksråd, rikskansler, och ärkebiskop i Lunds stift från 1472 till sin död.
  2. Hans Brostrup till Tommarp(död efter 1497), ägare till Fulltofta i förläning av ärkebiskopen. Gift med Mette Godov. [4]
    1. Tale Brostrup, gift med det danska riksrådet Niels Hack

  3. Teus Brostrup, till Tommerup, gift 1) med Cecilie Esgesdatter till Tommerup, dotter till Esge Lavesen (Stjerna), herre till Tommerup och Anne Andersdatter (Thott), och gift 2) med Margrete Ottesdotter (Hvide)
    1. Sidsel Teusdotter Brostrup, som levde änka 1552

## Oklarheter
Ej identifierad i släkttavlan:
- Helle Brostrup, gift med Pridbor van Podebusk